# Rick Famuyiwa
Rick Famuyiwa, né le 18 juin 1973 aux États-Unis, est un réalisateur, producteur et scénariste de cinéma américain.

## Biographie

### Formation et origines
Il est diplômé en production et en analyse cinéma-télévision à l'université du Sud de la Californie et passe sa jeunesse à Los Angeles.

### Carrière dans le cinéma
Il réalise en 1999 The Wood, un premier film légèrement autobiographique qui a pour cadre Inglewood, un quartier de Los Angeles. En 2002, pour son deuxième film Brown Sugar, il tourne à New York, de nouveau avec Taye Diggs dans l'un des rôles principaux. En 2007, il écrit Talk to Me, un film sur l'histoire vraie de Ralph Waldo "Petey" Greene, animateur de télévision et de radio américain (des années 1960) qui aborde les thèmes du racisme, de la pauvreté et de l'usage des drogues.
En 2010, il écrit et réalise Our Family Wedding, une comédie américaine qui s'articule autour de l'organisation conflictuelle d'un mariage. En 2015, Rick Famuyiwa écrit et réalise Dope, une comédie avec Shameik Moore, Kiersey Clemons et Tony Revolori dans les rôles principaux. Ce film, produit par la société de production de Forest Whitaker, Significant Productions, retrace le parcours de Malcolm, jeune geek fan de hip-hop des années 1990 qui vit à Inglewood et de ses deux amis Diggy et Jibs. Ensemble ils jonglent entre musique, lycée et entretiens pour entrer à l'université.
Début juin 2016, il est annoncé comme réalisateur du film The Flash, mais il quitte finalement le projet à la suite de différends artistiques.

## Filmographie

### Réalisateur
- 1999 : The Wood
- 2002 : Brown Sugar
- 2010 : La Guerre des pères
- 2015 : Dope
- 2019 - 2023 : The Mandalorian (Saison 1 épisodes 2 et 6, Saison 2 épisode 7 et Saison 3 épisodes 1, 7 et 8 )

### Scénariste
- 1999 : The Wood
- 2002 : Brown Sugar
- 2007 : Talk to Me
- 2010 : La Guerre des pères
- 2015 : Dope

## Prix et distinctions
- Prix du Public pour Dope au Festival du cinéma américain de Deauville (édition no 41)[3]